# Serratia
Genre
Serratia est un genre de bactérie à coloration gram négatif appartenant à la famille des Yersiniaceae. À cause de son aspect volatile, il arrive qu'elle soit à l'origine de suspicion de miracles eucharistiques, sans pour autant toujours les expliquer.

## Habitats
D’une manière générale, les espèces du genre Serratia sont isolées des plantes (légumes, champignons, mousses), du tube digestif des rongeurs, des insectes, de l’eau et du sol.

## Pathogénicité
Cette bactérie est rarement pathogène, mais elle est fréquemment présente dans l’environnement hospitalier et certaines souches sont responsables d'infections nosocomiales (infections urinaires, suppurations diverses, septicémies, endocardites...).
La plus connue de ces bactéries est Serratia marcescens (anciennement Bacillus prodigiosus) est isolée du sol, de l’eau, des aliments, de l’environnement hospitalier et d’échantillons cliniques. Certaines souches produisent un pigment rouge - brique non diffusible (= prodigiosine). Actuellement la plupart des souches rencontrées en milieu hospitalier ne sont pas pigmentées.
C’est un pathogène opportuniste pouvant provoquer des infections urinaires, des infections de blessures, des pneumonies, des septicémies et des infections nosocomiales.
En médecine vétérinaire, Serratia marcescens est un agent de mammites chez la vache laitière.
En 2010, des norvégiens ont montré qu'une enzyme produite par S. marcescens permet la dissolution de la chitine, en agissant sur la surface de la chitine, et en favorisant ensuite l'action d'autres enzymes (chitinases), plus vite (en 2 heures environ) qu'avec la méthode la plus rapide (48 heures) mise au point 5 ans auparavant[réf. souhaitée]. Ils espèrent découvrir une enzyme faisant de même sur la cellulose, pour développer des agrocarburants de seconde génération.

## Résistance à des conditions extrêmes
En 2013, des chercheurs dirigés par l'astrobiologiste Andrew Schuerger ont soumis 36 souches de bactéries, représentant 22 espèces différentes, habituellement trouvées sur des vaisseaux spatiaux, en les incubant dans une chambre qui simule des facteurs biocides omniprésents sur Mars, c'est-à-dire des températures froides et une atmosphère à basse pression principalement composée de dioxyde de carbone. Sur ces 36 souches, seule Serratia liquefacens a pu se multiplier et se développer. Selon Andrew Schuerger, il semblerait que lorsqu'elle est exposée à une basse pression, des gènes spécifiques activent un mécanisme biologique inconnu qui permet à l'organisme de continuer à croître ; son laboratoire a séquencé et publié le génome, et encourage la communauté de recherche à étudier ce phénomène.

## Liste des espèces
Selon la LPSN (9 juin 2025) :
- Serratia aquatilis Kämpfer & Glaeser 2016
- Serratia bockelmannii Cho et al. 2020
- Serratia entomophila Grimont et al. 1988
- Serratia ficaria Grimont et al. 1981
- Serratia fonticola Gavini et al. 1979
- Serratia grimesii Grimont et al. 1983
- Serratia inhibens Hennessy et al. 2020
- Serratia liquefaciens (Grimes & Hennerty 1931) Bascomb et al. 1971
- Serratia marcescens Bizio 1823
- Serratia microhaemolytica Wang et al. 2020
- Serratia myotis García-Fraile et al. 2015
- Serratia nematodiphila Zhang et al. 2009
- Serratia nevei Cho et al. 2020
- Serratia odorifera Grimont et al. 1978
- Serratia oryzae Zhang et al. 2017
- Serratia plymuthica (Lehmann & Neumann 1896) Breed et al. 1948
- Serratia proteamaculans (Paine & Stansfield 1919) Grimont et al. 1978
- Serratia quinivorans corrig. (Grimont et al. 1983) Ashelford et al. 2002
- Serratia rhizosphaerae Son et al. 2021
- Serratia rubidaea (Stapp 1940) Ewing et al. 1973
- Serratia sarumanii Klages et al. 2024
- Serratia symbiotica Sabri et al. 2011
- Serratia ureilytica Bhadra et al. 2005
- Serratia vespertilionis García-Fraile et al. 2015

## Taxonomie
Le nom correct complet (avec auteur) de ce taxon est Serratia Bizio 1823.
L'espèce type est Serratia marcescens Bizio 1823.

### Étymologie
L'étymologie du nom de genre Serratia est la suivante : Ser.ra’ti.a. N.L. fem. n. Serratia, nommé d'après Serafino Serrati, un médecin italien.